# Liste der Flugplätze in Bahrain
Dies ist eine Liste der Flugplätze in Bahrain geordnet nach Orten.
| Ort               | ICAO             | IATA             | Name des Flugplatzes                              | Koordinaten                 | Start- und Landebahn                    |
| Zivile Flughäfen  | Zivile Flughäfen | Zivile Flughäfen | Zivile Flughäfen                                  | Zivile Flughäfen            | Zivile Flughäfen                        |
| ----------------- | ---------------- | ---------------- | ------------------------------------------------- | --------------------------- | --------------------------------------- |
| Muharraq          | OBBI             | BAH              | Flughafen Bahrain (Bahrain International Airport) | 26° 16′ 15″ N, 50° 38′ 1″ O | 3964 × 60 m Asphalt 2530 × 45 m Asphalt |
| Militärflugplätze |                  |                  |                                                   |                             |                                         |
| Qurayn Al Dhirban | OBBS             |                  | Shaikh Isa Air Base                               | 25° 55′ 6″ N, 50° 35′ 26″ O | 3200 × 45 m Asphalt                     |
| Sakhir            | OBKH             | KHB              | Sakhir Air Base                                   | 26° 2′ 5″ N, 50° 31′ 28″ O  | 3200 × 45 m Asphalt                     |
| Riffa Air Base    |                  |                  | Sakhir Air Base                                   | 26° 2′ 2″ N, 50° 31′ 29″ O  | Hubschrauberlandeplatz 175 m            |